# Soul Eater
A Soul Eater (ソウルイーター; Szóru Ítá; Hepburn: Sōru Ītā) japán mangasorozat, amelyet Ókubo Acusi írt és illusztrált. A történet a Halálisten Fegyvermester Akadémián játszódik, a cselekmény három, egy fegyvermesterből és legalább egy emberi fegyverből álló csapat köré összpontosul. A csapatok célja, hogy a fegyvert „halálkaszává” fejlesszék fel, s így az Akadémia fejének, Halálisten mesternek fegyverévé változtassák. A folyamat során a fegyver lelkének 99 gonosz emberi lelket és egy boszorkány lelkét kell elfogyasztania pontosan ebben a sorrendben, különben az egész műveletet elölről kell kezdeni. A mangát a Square Enix publikálta, elsőként három úgynevezett one-shotban, kettőt a Gangan Powered két különleges kiadványában és egyet a Gangan Wing számaiban 2003. június 24. és november 26. között. A manga rendszeres publikálása a Square Enix Gekkan Sónen Gangan mangamagazinjában történt 2004. május 12. és 2013. augusztus 12. között. Az egyes fejezeteket tankóbon kötetekbe gyűjtve szintén a Square Enix jelentette meg a Gangan Comics kiadásában Japánban. 2004. június 22. és 2013. szeptember 22. között 25 kötet került piacra. Észak-Amerikában a Yen Press vásárolta meg a kiadási jogokat és a Yen Plus mangamagazinban kezdte publikálni 2008. július 29-én. Az első kötet 2009. október 27-én jelent meg.
Egy önálló dráma CD is készült 2005. augusztus 31-én, melyhez egy artbookot is csomagoltak. Az 51 részes anime adaptációt a Bones stúdió készítette, és a TV Tokyo tűzte műsorára 2008. április 7-én. Észak-Amerikában a Funimation Entertainment licencelte és adta ki. Három videójáték adaptáció is készült a sorozathoz: a Square Enix gondozásban egy akció-kalandjáték jelent meg 2008 szeptemberében Wii-re, a Namco Bandai Games jóvoltából pedig két akciójáték került kiadásra, az egyik 2008 októberében Nintendo DS-re, a másik 2009 januárjában PlayStation 2-re és PlayStation Portable-re. A Gekkan Sónen Gangan 2011. január 12-től egy másik mangasorozatot is indított Soul Eater Not! címmel, melynek cselekménye a fő történetszállal párhuzamosan fut. Omigava Csiaki, Maka japán hangja 2013. november 12-én jelentette be rádióprogramjában, hogy a spin-off manga animeadaptációja zöld utat kapott. A Soul Eater Not! anime 2014. április 8-án indult.
Magyarországon az animeadaptációt Soul Eater – Lélekfalók címmel az Animax vetítette magyar szinkronnal, elsőként 2009. október 19. és 2010. április 12. között. Később az AXN Sci-Fi is műsorára tűzte.

## Cselekmény
A Soul Eater főhőse Maka Albarn fegyvermester (職人; sokunin) és fegyver partnere Soul Eater, akik a Halálisten Fegyvermester Akadémia (死神武器職人専門学校; Sinigami Buki Sokunin Szenmon Gakkó), röviden „HFMA” vagy Akadémia (死武専; Sibuszen) diákjai. A történet fő színtere az Akadémiának is helyt adó, kitalált Halálváros, amely Nevadában található. Az Akadémiára számos más diák is jár, mint Black Star és partnere, Nakacukasza Cubaki, a Halál fia, Kid és partnerei, Liz és Patty Thompson. Az iskolát a Halálisten mester vezeti, aki maga a halál, és azzal a céllal hozta létre, hogy fegyvermestereket és fegyvereket (olyan ember, aki harci eszközzé (karddá, kaszává, lőfegyverré) tud változni) képezzen ki a démonisten újbóli felébredésének megakadályozása, és a világbéke fenntartása céljából. Maka célja a többi mesterrel együtt, hogy fegyverével, Soullal legyőzzön és megetessen 99 gonosz emberi lelket és egy boszorkány lelkét, s ezáltal drámaian megnövelje az erejét, halálkaszává, Halálisten mester fegyverévé változtassa. A Soul Eater világában a boszorkányok rendkívül erős lények és a természetes ellenségei a HFMA-nak, szinte mindegyik pusztító természetű, és anarchiára vágyik.
Röviddel a Soul Eater kezdete után Maka és Soul szembekerül a boszorkány Medusa erőivel, aki arra kényszeríti a gyermekét, Cronát és a fegyverét, Ragnarokot, hogy normál emberi lelkeket gyűjtsön, és ezáltal gonosz démonistenné (鬼神; kisin) változzon. Medusa és bérencei megtámadják az Akadémiát azzal a céllal, hogy felélesszék Asurát, az első démonistent, aki majdnem őrületbe taszította az egész világot, mielőtt elzárta volna Halálisten mester az akadémia alá. Maka, Black Star és Kid összehangolt akciója ellenére Medusa csapatának sikerül felébreszteni a démonistent, aki egy Halálisten mesterrel vívott rövid harc után távozik, hogy káoszba taszítsa a világot. Azonban eközben Medusával látszólag végez Franken Stein tanár úr, Crona pedig megadja magát az Akadémiának, be is iratkozik oda, és barátságot köt Makával.
Asura terjedő őrületének következményeképp Medusa nővére, Arachne előjön 800 éves rejtőzködéséből. Arachne újraformálja az Arachnophobia nevű szervezetét, amely komoly fenyegetést kezd jelenteni az akadémia számára. Halálisten mester a világ összes halálkaszáját egybehívatja, hogy segítsenek harcolni az Arachnophobia ellen. Ezalatt Medusa újra felbukkan, lelkét egy fiatal lány testébe helyezi, és fegyverszünetet köt az Akadémiával azzal az ürüggyel, hogy együtt elháríthatják az Arachnophobia veszélyét. Az Akadémia diákjai és Medusa behatolnak az Arachnophobia főhadiszállására, ahol Maka legyőzi Arachnét, de Medusa elárulja az Akadémiát, megszállja Arachne testét, és agymosással az ő oldalára állítja Cronát. Ezalatt Kidet foglyul ejti Noah, egy ellenség, aki a volt mesternek, Eibonnak adta ki magát. Ezt követően Maka sikeresen változtatja át Soult halálkaszává. A duó csatlakozik az újonnan megalakuló Spartoi mesteregységhez, mely sikeresen irányítja Kid megmentését és Noah legyőzését.
Amíg az Akadémia tagjai Asura hollétére próbálnak bukkanni, addig Maka és Soul követik Medusa nyomát Crona megmentésének reményében, de meglepetésként éri őket, hogy Crona újra Medusát szolgálja. Ezalatt Crona újra felbukkan Moszkvában, megöli az ott állomásozó halálkaszát, és foglyul ejti a város lakosságát egy fekete vér kupola alatt, ami egy időre tébolyodottá teszi Soult, amikor hozzáér. Később Crona végez Medusával, Halálisten mester pedig utasítja Makát, hogy ölje meg Cronát a város elpusztításáért és a halálkasza meggyilkolásáért. Amikor Maka használja lélekérzékelését, hogy Crona nyomára bukkanjon, véletlenül Asura hollétére bukkan, aki a Holdon rejtőzködött. Az Akadémia támadást indít a Hold ellen, ám Asura bohóchadserege visszaveri őket. A Spartoi tagjai csak úgy tudnak feljutni az égitestre, hogy Kid ideiglenes szövetséget ajánl fel a boszorkányok részére, cserébe a segítségért. A démonistennel folytatott harcban az végül elnyeli a felbukkanó Cronát, aki saját élete árán leköti a démonisten erejét, míg Maka és Soul a többiek segítségével beviszi a végső csapást. Halálisten mester életét veszti, de helyét fia, Kid veszi át, oldalán az utolsó halálkaszával, Soullal - és a boszorkányokkal fennmaradó tartós béke ígéretével.

### Eltérések az animeadaptációban
Az animesorozat hitelesen adaptálja a manga cselekményét egészen az első nagyobb összecsapásig az Akadémia és az Arachnophobia között, de ettől a pontól jelentősen eltér. Miután Medusa információkat ad át az Akadémiának az Arachnophobiáról, irányítása alá vonja Steint a növekvő őrületén keresztül, és magával csábítja. Az Akadémia irányítja Stein visszahozását, Maka legyőzi Medusát. Eközben Arachne megtalálja Asurát, és szövetséget köt vele abból a célból, hogy meggyorsítsa őrületének terjedését a világban. Ezután maga Halálisten mester küzd meg Asurával, de a küzdelemben végül Asura győzedelmeskedik, aki Arachne ellen fordul és elfogyasztja a lelkét. A végső harcban Maka, Black Star, Kid és a fegyvereik legyőzik Asurát, és világ visszatér a normál kerékvágásba.

### Soul Eater Not!
A Soul Eater Not! a fő sorozat egy melléktörténete, melynek középpontjában egy elsőéves fegyver, Harudori Cugumi áll, aki két vele egykorú fegyvermesterhez, Tatane Meméhez és Anya Hepburnhöz csatlakozik. Az események az Akadémia NOT (Normálisan Oktatott Tanulók, eredetileg Normally Overcome Target) osztályban játszódnak, ahol a fegyverek és mestereik megtanulják irányítani erejüket, és leküzdik a kezdeti nehézségeiket, hogy egyszer a harcra kiképzett EAT (Elképesztő Adottságú Tehetségek, eredetileg Especially Advanced Talent) osztályba kerülhessenek. A cselekményszál nem egyértelmű, de erősen sejthető, hogy egy alternatív időben játszódik az eredeti sorozat kezdete előtt, ugyanis Kimre már „boszorkány”-ként utalnak, azonban Medusa még az iskola nővére és Sid még nem élőhalott, illetve Kim és Jacqueline még nem partnerek. Több Soul Eater-szereplő is felbukkan a történetben, ha csak egy-egy jelenet erejéig is, de például Maka és Soul tevékenysége már-már a főszereplők közé emeli őket.
A sorozat jelentősen különbözik az eredeti Soul Eatertől, a főhős keresi életcélját, és csak annak a véletlennek köszönhetően került az Akadémiára, hogy fegyvernek született. A cselekmény a három lány szemszögéből kerül ismertetésre, kezdeti konfliktusok csak a diákok között alakulnak ki. A sorozat főgonosza Shaula, a harmadik Gorgon nővér került bemutatásra, aki Halálvárost szeretné a káosz földjévé tenni agymosott serege, az Árulók segítségével. A gonosz szándékok azonban csak a sorozat végefelé bontakoznak ki, addig a történet egy humoros, az iskolai élet mindennapjait feldolgozó bájos történet, amelyben a fő motívum az, hogy eldöntsék, Anya vagy Meme legyen Cugumi fegyvermestere. Az ötkötetes mangából tizenkét epizódos anime készült.

## A sorozat megszületése és az alkotói folyamat

A Halálisten Fegyvermester Akadémia meseszerű megjelenése, háttérben a szintén meseszerű Nappal

Miután Ókubo Acusi befejezte első, B. Icsi című mangáját, megalkotott egy one-shot történetet „Soul Eater” címmel, melyet a Gekkan Sónen Ganganban publikált. A japán olvasókat annyira elbűvölte, hogy Ókubo írt két másik one-shot történetet is „Black Star” és „Death The Kid” címmel. A kiváló eredmény folytán a Gangan Comics szerkesztője megkérte Ókubo Acusit, hogy készítsen egy sorozatot a one-shotjaiból, amelyek a bevezető fejezetei lennének a végleges Soul Eater mangasorozatnak.
Ókubo Acusi elárulta, hogy a főbb szereplők megalkotásakor a személyiségük volt a legnagyobb ihletőerő, mint Black Star ostobasága, Kid szabályosság iránti igénye vagy Patty mókássága. A többi pozitív és negatív szereplő esetében a képzelőerejére és kedvenc mangáira hagyatkozott, például a Halálvárosra mosolygó nap és hold megjelenését kedvenc mangája, a Dr. Slump ihlette, ugyanis ebben a műben számos élettelen dolog van felruházva emberi tulajdonságokkal. A Dr. Slump volt a sorozat fő inspirációs forrása is, mely egyébként Ókubo Acusinak egy gyermekkori élménye is egyben.
Sok sónen mangával ellentétben a Soul Eater főszereplője egy tinédzser lány, Maka Albarn lett, mivel Ókubo úgy érezte, hogy az olvasókat jobban vonzza egy női főhős, mint egy, az átlag sónenekben megszokott férfi főszereplő. A történet fő helyszínének, Halálvárosnak a megalkotásában fontos szerepet játszottak Tim Burton és David Lynch filmjei. A mangában Ókubo keverte a japán és nyugati stílusokat, ez különösen a szereplők megjelenésén figyelhető meg, „nagyon divatosak”.
Egy másik fontos ihletforrás a horror volt, mint A texasi láncfűrészes mészárlás és számos más klasszikus horrorfilm. Bűnügyi thrillerek is hatással voltak, például Hasfelmetsző Jack és Al Capone sajátos módon meg is jelenik a sorozatban. A zenei inspirációt a Radiohead, a The Smashing Pumpkins és a Nirvana együttesek, illetve a 90-es évek rockzenéje jelentette Ókubo számára.

## A mű stílusa és világa
A Soul Eater egy régimódi sónen, azon belül is a legegyszerűbb és legvakmerőbb, de nem áll túlságosan távol a műfaj megszokott ritmusától. Ami a kortárs sónentől megkülönbözteti, az a rajzfilmszerű halloween-témájú rajzolása és az egyedi kapcsolatok. A főszereplőket merész és kiszámíthatatlan ifjoncok alakítják, akik mögött eszelős, de erőteljes mentorok állnak. A főhősöknek szembe kell kerülni kamaszkori érzéseikkel és ellen kell állniuk a sötét oldal csábításának, végül baráti kötelékeik segítségével győznek. A manga a klasszikus irányvonalat használva már az elejétől fogva magával ragadja, vagy épp ellenkezőleg, eltaszítja az olvasót.
A Soul Eater stílusában az ellentétekre épít. A „félelmetes” Halálisten mester vicces megjelenése, a vigyorgó Hold szájából csöpögő vér, Halálváros girbegurba falai és macskaköves utcái mind-mind ellentéteket feszítenek. Ókubo Acusi mindent, aminek félelmetesnek kellene lennie, groteszk módon viccesre rajzolt. Az ellentét a sorozat hangulatában és érzelemvilágában is megtalálható, gyakran csapnak át a drámai jelenetek komédiába. Az ármány, a vérfürdők, a színfalak mögötti összeesküvések ellenére folyamatosan megőrződik a komikus jelleg.
Elsősorban az animeadaptáció, de részben a manga is, a látványvilággal próbálja megfogni a nézőt, olvasót. A színvilág öt-hat domináns színből áll, a többi semleges szín. A nappali jeleneteknél a kék és a narancssárga, az éjszakaiaknál a lila és a sárga kontrasztja „égeti” a néző szemét. Ezen színek mellett a bordó a legdominánsabb, szinte minden képkockán megtalálható. A grafikára a minimalizmus és a letisztultság jellemző, kevés az árnyék, erős a kontúr, a képek pedig élesek. A cikkcakkos és kerek vonalak halmozódnak egymásra egy újabb ellentétként. Az animációról elmondható, hogy mozgalmas, gyakoriak az extrém perspektívák és kameraállás-változások (például egy alkalommal Kid és Bunyós Joe beszélgetését egy, a falra erősített gyertya mögül nézhetjük végig).

## Médiamegjelenések

### Manga
A Soul Eater eredetileg egy Ókubo Acusi által írt és illusztrált mangasorozat. A mangát a Square Enix publikálta, elsőként három úgynevezett one-shotban, 2003. június 24. és november 26. között. Az első kettő a Gangan Powered 2003 nyári és őszi különleges kiadványában, az utolsó pedig a Gangan Wing számaiban jelent meg. A manga rendszeres publikálása a Square Enix Gekkan Sónen Gangan mangamagazinjában történt 2004. május 12. és 2013. augusztus 12. között. Az egyes fejezeteket tankóbon kötetekbe gyűjtve szintén a Square Enix jelentette meg a Gangan Comics kiadásában Japánban. 2004. június 22. és 2013. szeptember 22. között 25 kötet került piacra. Észak-Amerikában a Yen Press vásárolta meg a manga angol nyelven való kiadási jogát, és a Yen Plus című mangamagazinjában kezdte publikálni, az első szám 2008. július 29-én került kiadásra. Az első angol nyelvű kötet 2009. október 27-én jelent meg, az utolsó, 25. pedig 2015. március 24-én.
Egy másik mangasorozatot Soul Eater Not! (ソウルイーターノット!; Szóru Ítá Notto!) címmel 2011. január 12-én kezdett megjelentetni a Gekkan Sónen Gangan. Ennek cselekménye a fő történetszállal párhuzamosan futott öt köteten keresztül, 2014-ig. Észak-Amerikában a Yen Press jelentette meg a japán kiadással párhuzamosan. Tankóbon formában 2011. szeptember 22. és 2014. december 22. között adta ki a Square Enix.

### Hangoskönyv
A Square Enix 2005. augusztus 31-én egy önálló hangoskönyvet adott ki Szóru Ítá (Vol. 1) Tokubecu Sakaika Kengaku (ソウルイーター(Vol.1)特別社会科見学, ’magyarul: Soul Eater (Vol. 1): Különleges Szociális Tanulmányi Kirándulás’) címmel. A CD-hez egy artbookot és egy forgatókönyvet is mellékeltek, a párbeszédekhez. A dráma CD szereposztásánál egyedül Black Star szinkronhangját, Kobajasi Jumikót tartották meg az anime szinkronstábjából.

### Anime
Az 51 részes animeadaptációt Igarasi Takuja rendezte, és a Bones, az Aniplex, a Dentsu, a Media Factory és a TV Tokyo gyártásában készült. A Bones az animáció elkészítéséért, az Aniplex a zenei aláfestésért volt felelős. Az anime forgatókönyvírója Jamatoja Akacuki volt, aki a történetben Ókubo Acusi eredeti elgondolására épített. A szereplők tervezését Ito Josijuki vezette, Nakamura Norifumi művészeti utasításai mellett. Az anime konceptuális tervezését Aramaki Sindzsi végezte. A sorozatot 2008. április 7-én kezdte vetíteni a TV Tokyo, és két animációs különkiadást is műsorára tűzött 2008. május 29-én és június 1-jén. Az epizódokat később a TV Aichi, TV Hokkaido, TV Osaka, TV Setouchi és a TVQ Kyushu Broadcasting Co. is levetítette. Az utolsó epizódot 2009. március 29-én adták. Az első DVD-kötet 2008. augusztus 22-én került kiadásra az első három epizóddal, a második pedig 2008. szeptember 25-én, a negyediktől a hetedik epizódig. Ezután minden DVD-kötet havi rendszerességgel jelent meg. Az anime jogait a Funimation Entertainment is megvásárolta, és négy DVD-n jelentette meg a sorozatot, mindegyiken egy fél évaddal. Az első dobozos DVD kötet 2010 februárjában került kiadásra. Mind az 51 epizód elérhető angol felirattal a Funimation weboldalán, az első négy pedig angol szinkronnal is. Mind az 51 epizód elérhető angol szinkronos változatban a Netflix és a Holu kiadásában. A Soul Eater a Bones harmadik nagyobb lélegzetű animesorozata volt a 2003-as Fullmetal Alchemist és a 2005-ös Eureka Seven után.
Az animét a TV Tokyo hétfőnként este hat órakor vetítette rendszeresen. A Soul Eater hivatalos japán oldalán közölték, hogy minden epizódot két különböző változatban fognak sugározni, hétfőként este hat órakor az eredeti, késő este pedig a „Soul Eater Late Show” (Soul Eater Késői Show) változatot. Egy rendkívüli feliratot is megjelenítettek a reklámszünet elején és végén, az epizódok előzetese is más volt, mint az eredeti verziónál. E misztikus akciósorozat ezen kettős közvetítését „a világ első délutáni és késő esti rezonanciasugárzásának” nevezték. A „rezonancia” itt arra a mozzanatra utal, amikor a főhős Maka és élő fegyvertársa lelkük szinkronizálásával, „rezonanciájával” elérik a maximális erejüket. Az anime Észak-Amerikában 2010. szeptember 6-án debütált a televízióban, a Funimation Channel csatornán, majd az Adult Swim Toonami műsorblokkjában is látható volt 2013. február 17-től. A sorozat újravetítése, amely új nyitó- és zárótémákat tartalmazott, 2010. szeptember 30-án Soul Eater: Repeat Show (ソウルイーター リピートショー; Szóru Ítá Ripíto Só) néven indult meg a TV Tokyón.
Omigava Csiaki, Maka japán hangja 2013. november 12-én jelentette be rádióprogramjában, hogy a Soul Eater Not! manga animeadaptációja zöld utat kapott. A Soul Eater Not! anime 2014. április 8-án indult, befejező epizódját pedig 2014. július 2-án vetítették. Japánban a TV Tokyo, a TV Osaka, a TV Aichi, az AT-X és a BS Japan vetítette. Észak-Amerikában a kiadási jogokat a Funimation Entertainment szerezte meg.
Magyarországon az animeadaptációt Soul Eater – Lélekfalók címmel az Animax vetítette magyar szinkronnal, 2009. október 19. és 2010. április 12. között. Később az AXN Sci-Fi is műsorára tűzte.

### Videójátékok
A Soul Eater adaptációjaként eddig három videójáték került kiadásra. A Soul Eater: Monotone Princess (ソウルイーター モノトーン プリンセス; Szóru Ítá Monotón Purinszeszu) egy kizárólagosan Wii-re kiadott akció-kalandjáték, melyet a Square Enix és a Bones fejlesztett és adott ki Japánban, 2008. szeptember 25-én. A játék számára a manga szerzője, Ókubo Acusi két új szereplőt is megalkotott: Grimoire-t (グリモア; Gurimoa) és Ponerát (ポネラ; Ponera). Ponera a Monotone Princess (egyhangú hercegnő), Grimoire pedig Noahként ismert a mangából. A Soul Eater: Plot of Medusa (ソウルイーター メデューサの陰謀; Szóru Ítá Medjúsza no Inbó) egy akciójáték, melyet a Namco Bandai Games készített Nintendo DS-re, és 2008. október 23-án jelentetett meg. A Soul Eater: Battle Resonance (ソウルイーター バトルレゾナンス; Szóru Ítá Batoru Rezonanszu) egy harcolós játék PlayStation 2-re és PlayStation Portable-re, szintén a Namco Bandai Games fejlesztésében, amely 2009. január 29-én került piacra.

### Zenei albumok
Az animesorozatban hat témazene szólal meg, kettő dal a főcím alatt, míg négy a záróképsoroknál. Az első főcím zenéje T.M.Revolution Resonance című száma, amely a harmincadik epizódig hallható. A szám kislemeze 2008. június 11-én jelent meg. A második főcím alatt Tommy heavenly6 Papermoon című száma hallható a harmincegyedik epizódtól, a kislemezét 2008. december 10-én jelentette meg a DefStar Records. Az első zárótéma az I Wanna Be a Stance Punkstól, a szám az első tizenhárom epizód alatt csendül fel, a kislemeze 2008. június 4-én jelent meg. A második zárótéma a Style Nisino Kanától, amely a tizennegyediktől a huszonhatodik epizódig és az ötvenegyedik epizód végén hallható, a kislemezét a Sony Music Entertainment Japan adta ki 2008. augusztus 13-án. Harmadik zárótémaként a Soul’d Out Diggy-Mo Bakuszó jume uta (爆走夢歌; Hepburn: Bakusō yume uta) című száma hallható, a huszonhetedik epizódtól a harminckilencedikig, a kislemez 2008. november 26-án jelent meg szintén a Sony Music Entertainment Japan gondozásában. Az utolsó zárótéma az Abingdon Boys School Strength című száma, amely a negyvenediktől az ötvenedik epizódig szólal meg, a kislemezét 2009. február 25-én adták ki. Az anime újravetítése két új nyitó és zárótémát tartalmaz. Míg az első főcím alatt a Unison Square Garden Counter Identity című száma hallható, amely 2010 őszén került kiadásra, addig az első záróképsorok alatt Makino Jui Ao no kaori (碧の香り) című száma szólt, melyet 2010. november 10-én jelentettek meg. A második főcím Cudzsi Sion Ai ga hosii jo (愛がほしいよ; Hepburn: Ai ga hoshii yo) című száma, mely 2011. március 9-én került kiadásra, és a How Merry Marry Northern Lights című száma, melynek még nem ismert a megjelenési dátuma.
Az első image song maxi-lemezt, melyen Omigava Csiaki (Maka) és Ucsijama Kóki (Soul) szeijúk énekelnek, 2008. augusztus 6-án jelentette meg az Aniplex. A második kislemezen, amely 2008. szeptember 3-án jelent meg, Kobajasi Jumiko (Black Star) és Nazuka Kaori (Cubaki) énekel. A harmadik kislemezen Mijano Mamoru (Kid), Vatanabe Akeno (Liz) és Takahira Narumi (Patty) énekel, a lemez 2008. október 1-jén jelent meg. Az anime két eredeti témazenéjét tartalmazó lemezeket 2008. augusztus 27-én és 2009. március 18-án jelentette meg az Aniplex. A Soul Eater: Monotone Princess videójáték témazenéjét a Soul’s Crossingot T.M.Revolution énekelte, a számot a Resonance kislemez is tartalmazza.

## Fogadtatás

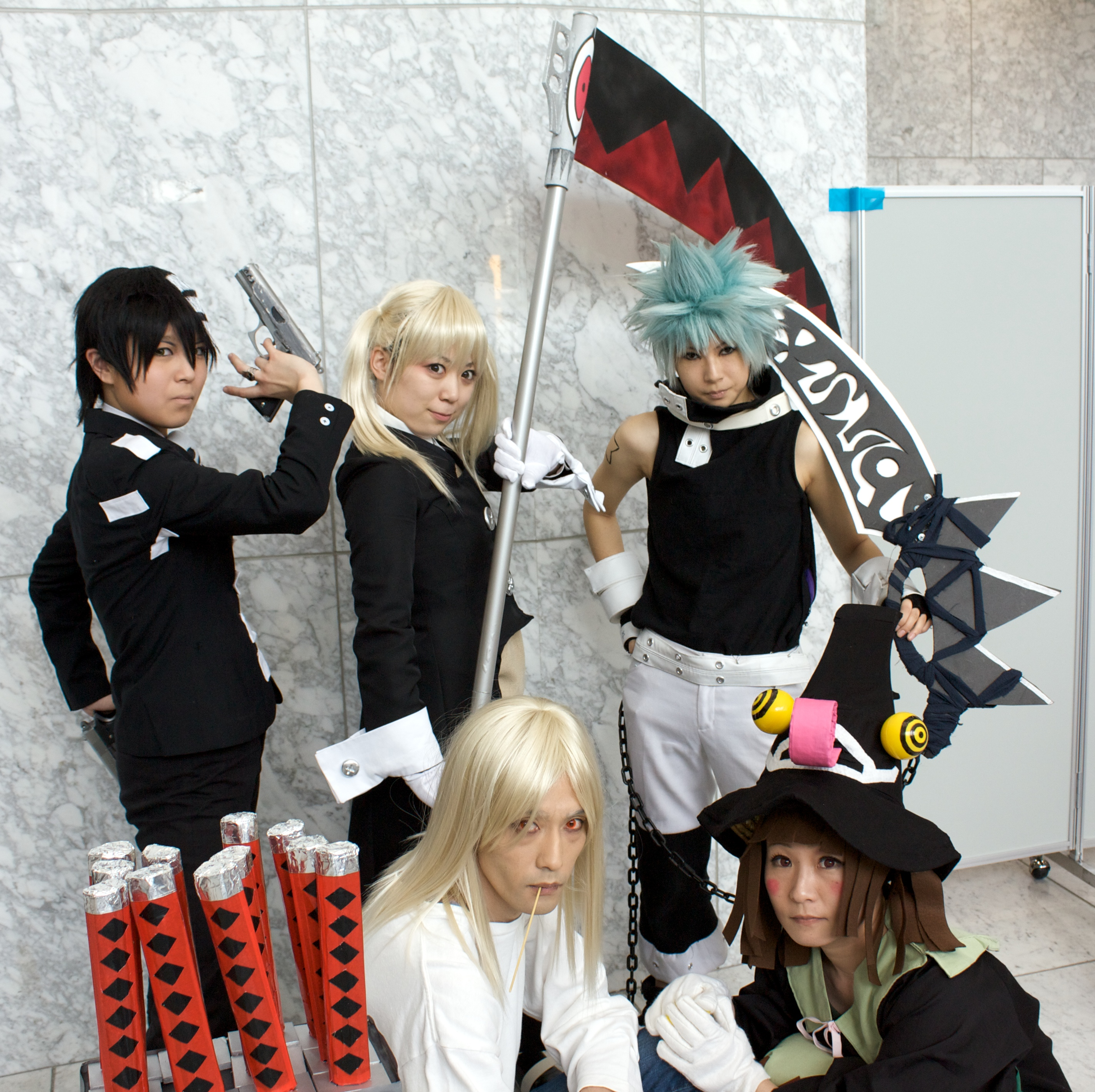
Cosplayjelmezesek

A Soul Eatert több helyről is érte kritika. A sorozat pozitívumának többen a humort, a kiváló szereplőgárdát és vizuális élményt emelték ki, míg negatívumnak az animesorozat esetében a befejezést.
A comicbookbin dicsérte, hogy a szereplők „átgondolt és kreatív” megjelenése segít az olvasónak különbséget tenni közöttük. Chris Zimmerman szerint a Soul Eater egy olyan sorozat, amely nem okoz fejfájást az olvasónak. Bírálta azonban, hogy a cselekmény főként néhány helyszínre és az összecsapásokra összpontosít, emiatt a legtöbb szereplő csak szegényes fejlődésen megy keresztül, bár hozzátette, hogy ez egy olyan sorozat, melyet az akció miatt olvas az ember. Christopher Homer, a Mania Entertainment publicistája „szórakozásfüzérnek” nevezte a Soul Eatert, amely jól ötvözi az akciót és a komédiát a gondosan megalkotott szereplőkkel és történettel. Megjegyezte, hogy „a fantasztikus akció és a meglepően mély háttértörténet kombinációjával”, s az egyik legjobb animációval, melyet valaha látott egy top show-vá kezd válni. Christopher Homer szerint a mókás szereplőgárda, néhány nagyszerű akciójelenet és a 800 évre visszanyúló háttértörténet teszi nagyszerűvé a sorozatot. Az animesorozatot „elsietettnek és antiklimatikusnak” nevezte, mivel véleménye szerint a befejezés a sorozat „leggyengébb pontja”.
Hope Chapman, az Anime News Networktől, kritikájában elmondta, hogy a Soul Eater „nem sokat teketóriázik, hogy olyan vékony cselekménye legyen, mint egy koporsólepel, és olyan mély, mint egy koldus sírja”, az első epizódtól kezdve felszínes és szokványos. A történet laposságát azonban kompenzálja a „vizuális találékonyság”, amely messzemenően jobb, mint bármely más sónenben. Hope Chapman kitért az anime első főcímére és zárófőcímére is, amelyek véleménye szerint kellemes tempójúak, lendületesek és nehéz őket kihagyni. Carl Kimlinger (ANN) szerint a Soul Eater dióhéjban: vad stílus, emelkedett szórakozás, mely félretesz bármiféle logikát és észszerű cselekménymenetet. Az anime második főcímét „fájdalmasan esztétikusnak” találta, hasonlóan a negyedik zárófőcímhez.
Holly Ellingwood, az activeAnime kritikusa minden szempontból egyedinek véli a sorozatot, amely megnevetteti a nézőt, miközben a képernyő elé szögezni. Véleménye szerint eredeti animációja, történetének remek előadása és ötletessége a 2010-es év legjobb animéjévé teszi. Sandra Scholes, az activeAnime egy másik kritikusa a sorozat rejtelmességében, sötétségében és végzetességében egy „Tim Burton stílusú mesterművet” vélt felfedezni.
A narutoforums.com kritikája is negatívumként emeli ki az animesorozat befejezését. Bírálta, hogy a vicces jelenetek „lerombolják a feszültséget és deus ex machinaként mutatják be az eseményeket”. Pozitívumként szintén az egyedi képességekkel és személyiséggel rendelkező szereplőket említette, kiemelve Halálisten mestert. Dicsérte a „nagyszerű rajzolást és animációt”, illetve, hogy az „őrület a legfőbb ellenség és minden gonoszság forrása”.
Magyar vonatkozásban az 576 Konzol viszonylag pozitívan értékelte a sorozatot. Szerintük a Soul Eater első benyomásra a D.Gray-man című sorozatra emlékezteti az olvasót vagy a nézőt, de ez a párhuzam az első percek után feloldódik. Kiemelték, hogy „egy olyan világban, ahol a Nap és a Hold képe is bután mosolyog”, ugyan nem sok komolyságot várhat a néző, de leszögezték, hogy a látványos, kidolgozott harcjelenetek, az „iszonyatosan dögösen megrajzolt csajok” és a „sok-sok perverz utalás” teszik élvezhetővé a Soul Eatert. A legpikánsabb magyar kritikát talán a Mondo magazin fogalmazta meg, szerintük „a cselekményt megszakító idióta beszólások, értelmetlen pózőrködések és a falat kapartatóan beteg karakterek garantáltan kicsapják minden embernél a biztosítékot”.
A Soul Eater népszerűségére való tekintettel dódzsinsik is készültek belőle, mint a Soul Eater – Rabi2 3rd című humoros hentai manga.

## Fordítás
Ez a szócikk részben vagy egészben  a   Soul Eater (manga) című angol Wikipédia-szócikk ezen változatának fordításán alapul.  Az eredeti cikk szerkesztőit annak laptörténete sorolja fel. Ez a jelzés csupán a megfogalmazás eredetét és a szerzői jogokat jelzi, nem szolgál a cikkben szereplő információk forrásmegjelöléseként.